# Іспанська лагуна
Іспанська лагуна (Spaans Lagoen) — водно-болотна заповідна територія Аруби. Від 1980 року її визначено Рамсарською територією. Це єдина внутрішня затока Аруби, утворена під час останнього льодовикового періоду. Вона містить припливні мулисті рівнини та мангрові болота, і є важливим місцем годування та розмноження птахів. Іспанська лагуна прилягає до національного парку Арікок і є частиною його території.

## Огляд
Іспанська лагуна — це лагуна довжиною близько 2 км і шириною від 200 до 500 м. Приливний вплив на лагуну призвів до появи рідкісної екосистеми. Її береги вкривають мангрові зарості. Ця територія є важливим місцем годівлі та розмноження птахів, а також розплідником рифових риб і ракоподібних. У гирлі Іспанської лагуни розташований острів Палм-Айленд. Північніше лежить Французький перевал.

## Міст

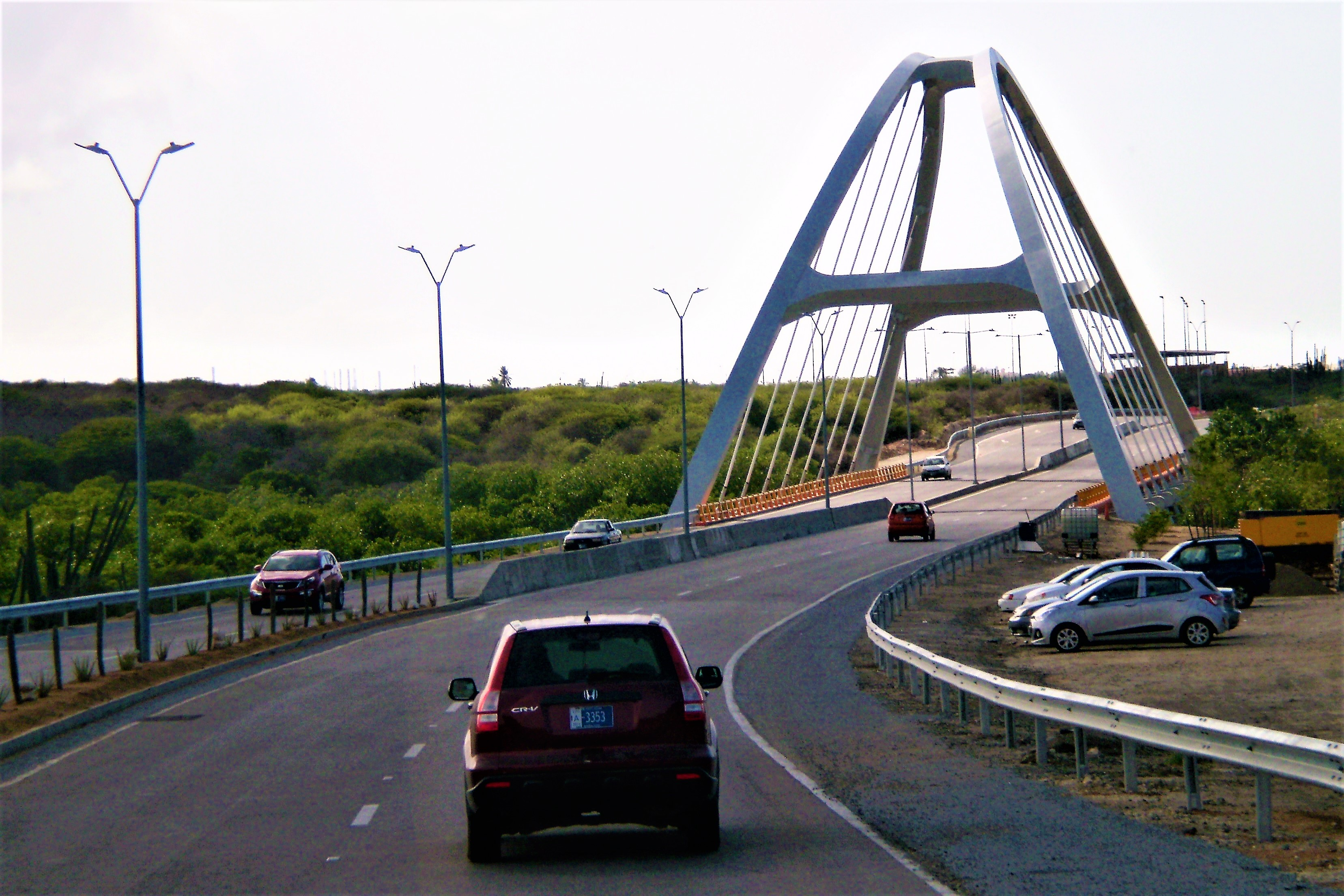
Міст через Іспанську лагуну

Лагуна розташована на півдорозі між міжнародним аеропортом імені королеви Беатрікс і містом Сінт-Ніколас. 2016 року, щоб забезпечити кращий доступ до Сан-Ніколаса, побудовано Зелений коридор (Green Corridor). Будівництво включало міст через Іспанську лагуну. Під час будівництва мосту пошкоджено частину мангрового лісу. Щоб компенсувати збитки та забезпечити відновлення мангрових заростей, вирішено побудувати S-подібний канал.